# Ellis Verbakel
Ellis Verbakel, später Ellis Holst-Verbakel,  (* 30. Dezember 1974) ist eine ehemalige niederländische Hockeyspielerin. Sie gewann mit der niederländischen Nationalmannschaft die Silbermedaille bei der Weltmeisterschaft 2002.

## Sportliche Karriere
Die Mittelfeldspielerin wirkte von 1995 bis 2002 in 46 Länderspielen mit und erzielte 4 Tore.
Ellis Verbakel machte 1995 ihr erstes Länderspiel bei einem 2:0-Sieg der Niederländerinnen gegen die Südafrikanerinnen. Fast sechs Jahre später nahm Verbakel an einer Länderspielreise nach Malaysia teil, bei der die Niederländerinnen zwei Spiele mit jeweils 13:0 gewannen. Im zweiten Spiel, ihrem dritten Länderspiel, erzielte Verbakel ihr erstes Länderspieltor. Bei der Champions Trophy 2001 unterlagen die Niederländerinnen vor heimischem Publikum in Amstelveen im Finale den Argentinierinnen mit 2:3. Im Jahr darauf fand die Champions Trophy 2002 in Macau statt. Die Niederländerinnen gewannen das Spiel um den dritten Platz nach Verlängerung gegen die Australierinnen.
Ende 2002 fand die Weltmeisterschaft in Perth statt. Die Niederländerinnen gewannen ihre Vorrundengruppe mit sechs Siegen und einem Unentschieden gegen Spanien. Im letzten Vorrundenspiel gegen das US-Team erzielte Verbakel das erste Tor im Spiel und gleichzeitig das letzte Länderspieltor ihrer Karriere. Nach einem 1:0-Sieg im Halbfinale gegen China verloren die Niederländerinnen das Finale gegen die Argentinierinnen im Siebenmeterschießen.
Ellis Verbakel spielte beim HGC Wassenaar.